# 복토건축

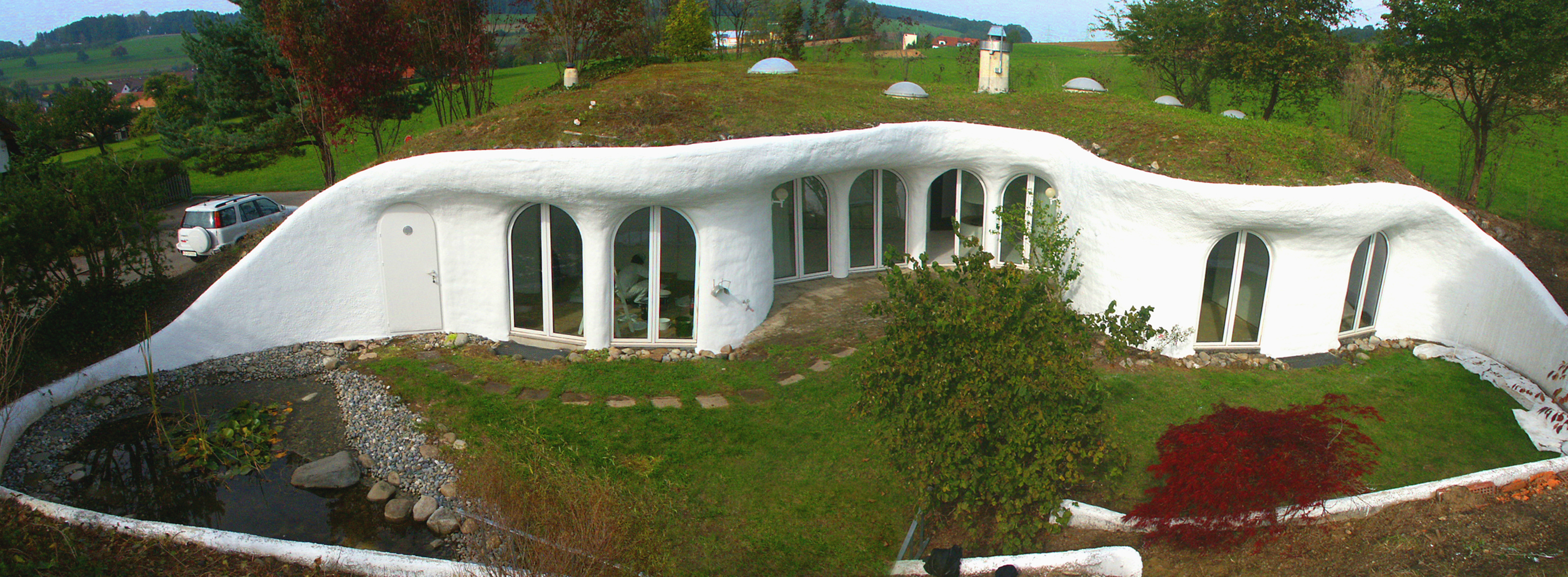
Peter Vetsch가 설계한 스위스의 복토주택

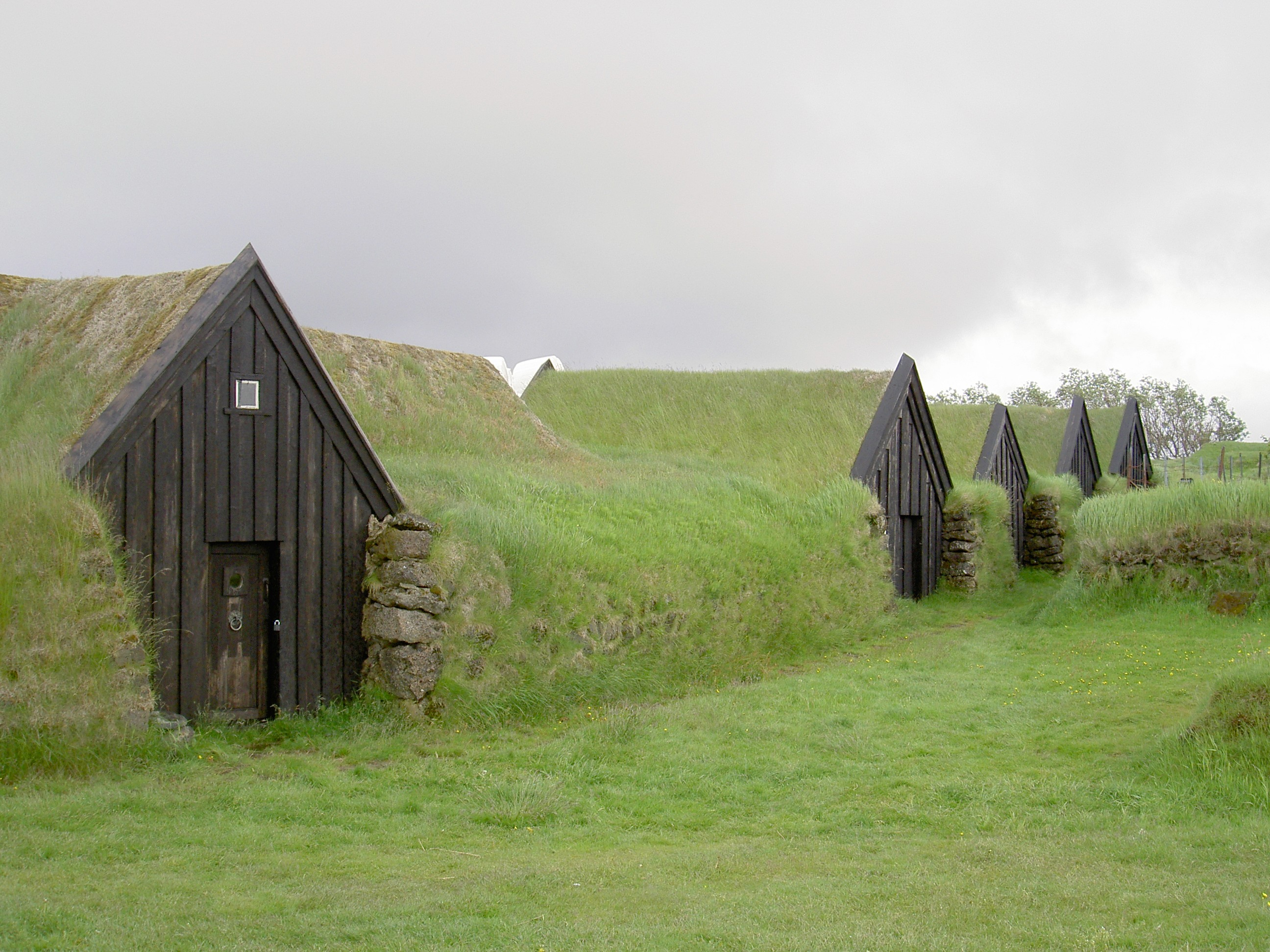
아이슬란드 켈두르(Keldur)의 터프 하우스(토르프베이르 torfbæir).

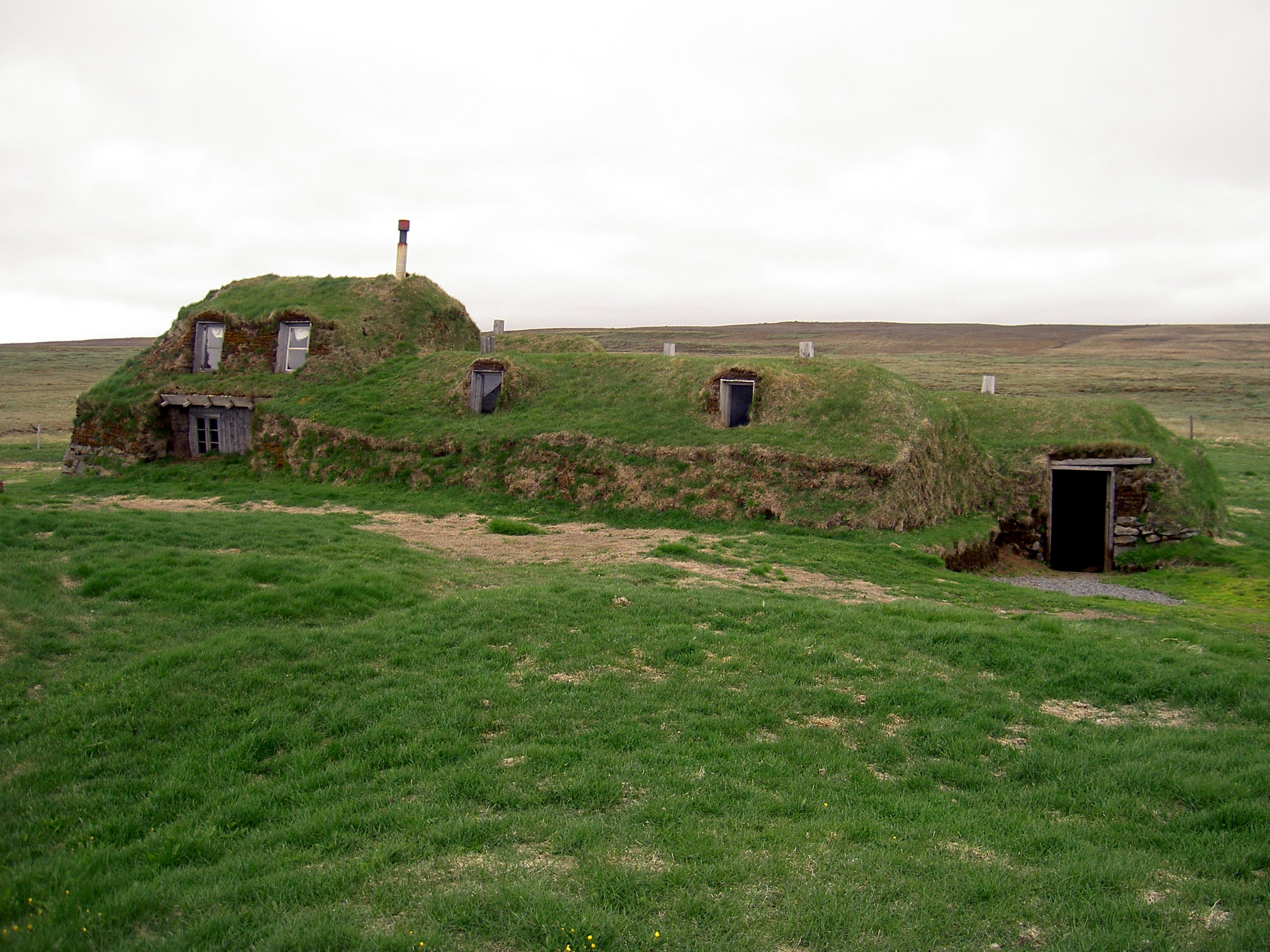
아이슬란드 사에나우타셀Sænautasel의 터프 하우스

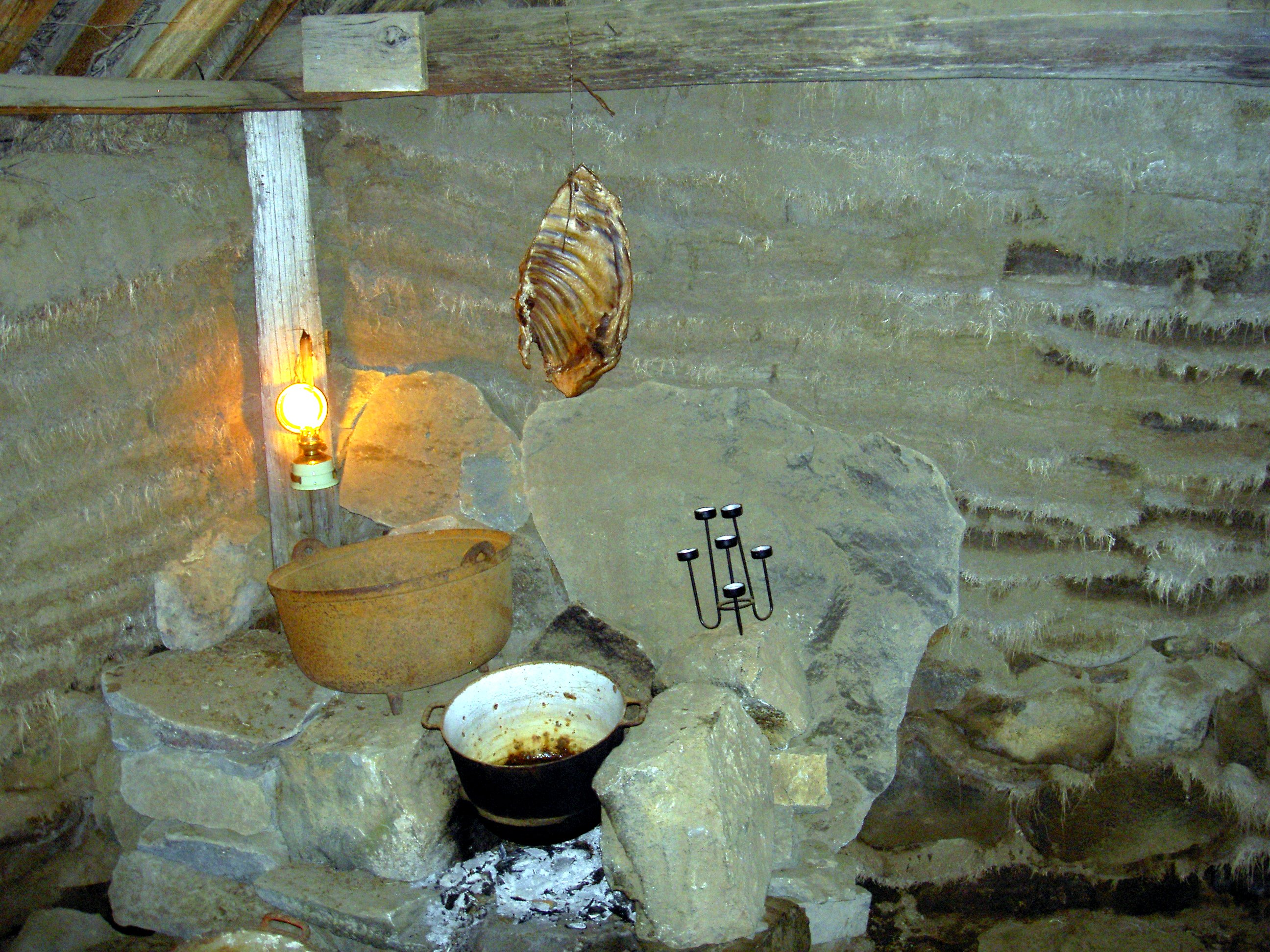
아이슬란드 사에나우타셀의 터프 하우스의 내부는 벽의 거친 모양을 보여준다.

복토건축(Earth sheltering)은 외부 열용량을 얻기 위해 벽 외부에 흙을 쌓아 열 손실을 줄이고 실내 기온을 일정하게 유지하는 건축 기법이다. 이러한 방식으로 건설한 주택을 복토주택(Earth shelter)이라고 부른다. 토굴법은 오늘날 다소 인기가 높아졌는데, 특히 환경주의자들과, 수동형 태양열 난방과 지속 가능한 건축에 찬동하는 사람들이 선호한다. 하지만 토굴법은 사람이 집을 짓기 시작한지 얼마 되지 않았을 때부터 사용되어왔다.

## 정의
'복토건축'이라는 표현은 '흙이 필수적인 요소를 차지하는 건물 설계'라는 일반적인 의미를 가지고 있는 포괄적인 명칭이다.
건물은 건물의 외부가 열적으로 상당한 양의 흙이나 기반에 의해 둘러싸여 있을 때 복토주택이라고 묘사될 수 있다. ('열적으로 상당한' 은 대상이 되는 건물의 열적인 효과에 기능적인 기여를 하는 것을 의미한다.)
복토주택은 세 종류 중 하나 이상으로 구성된다. 흙을 씌운 건물, 흙에 덮인 건물, 지하에 있는 건물이 그것이다. 복토주택은 열적으로 효과적인 물질이 지붕에만 존재하는 것이지만, 더 흔하게는 건물의 노출되지 않은 부분의 흙 둔덕 형성의 연장을 의미한다. 건물이 토양에 덮였다는 것은 열적인 성질이 뛰어난 물질이 건물의 하나 이상의 측면을 단열한다는 것을 의미한다. 복토작업은 부분적이나 전체적으로 이루어질 수 있다. 지하 건물은 열적인 성질이 뛰어난 물질이 건물의 모든 측면을 단열하고, 지붕의 노출된 부분만을 남겨둔다. 또는, 건물이 경사지 안에 지어진다면, 지붕 또한 덮이고 한쪽 면만이 노출된 채로 남아있을 수 있다.

## 배경
복토주택은 오랫동안 인류와 함께 해왔다. 초기 인류는 동굴에서 거주했고, 시간이 흐르면서 발전하는 기술은 복토주택의 건설로 이어졌다. 오늘날, 복토주택 건설은 희귀하며, 특히 미국에서 그렇다. 에너지 위기들과 1973 석유 파동 시기에, 대지회귀운동 back-to-the-land movement과 함께, 자급자족적인 삶을 향한 노력의 일환으로 복토주택/지하 주택에 관심이 크게 쏠렸다. 하지만 그 과정은 느렸고, 복토주택 건설은 건축가, 공학자, 대중들에게 전통적이지 않은 건축 방식으로 보여졌다. 복토주택의 기술은 아직 널리 알려지지 않았고, 사회의 대부분은 아직 이러한 방식의 건설법의 과정이나 장점을 알지 못하고 있다.

## 종류

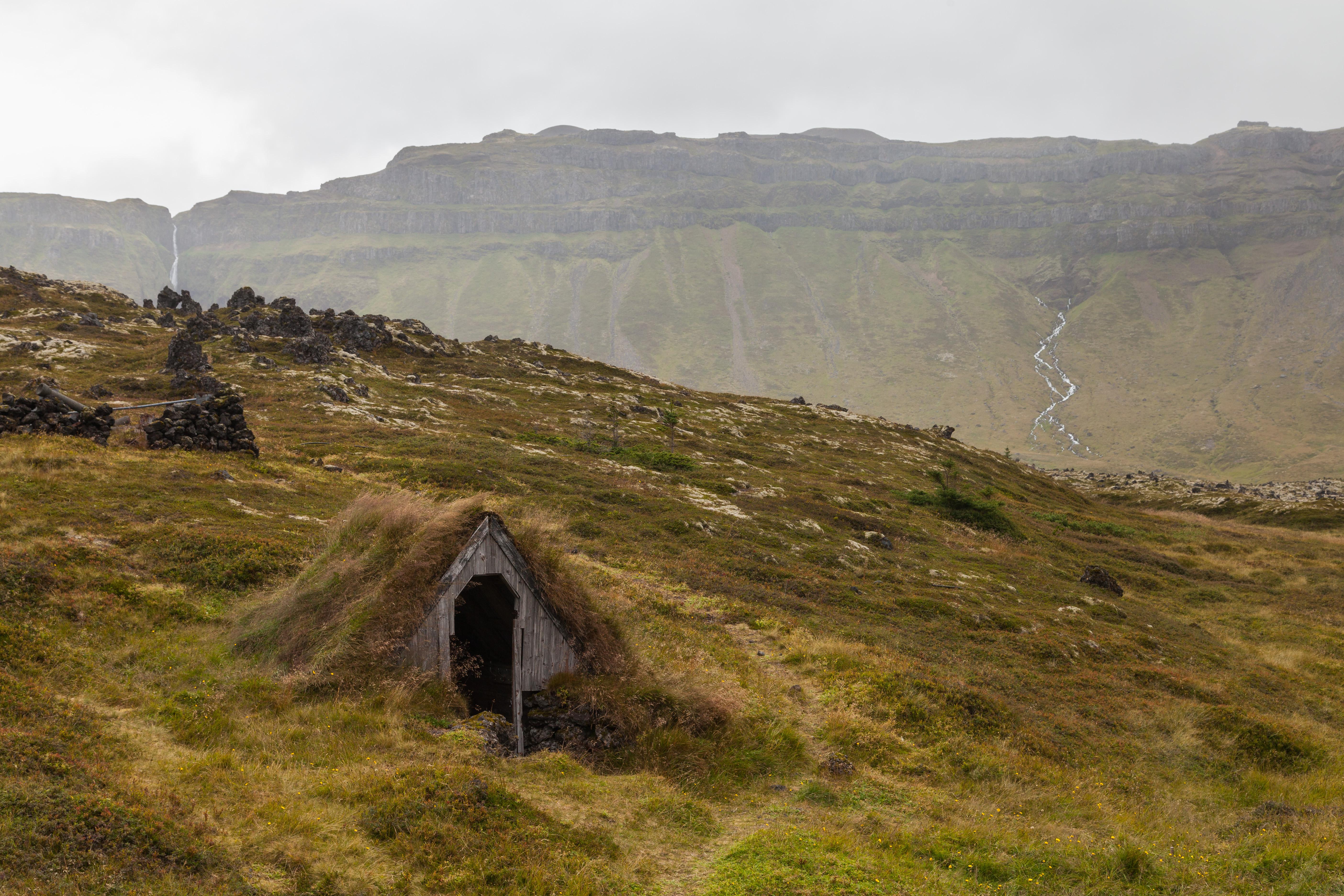
둔덕 주택 방식으로 지어진, 뷔다흐라운 지역의 버려진 아이슬란드 터프 하우스

- 둔덕 주택: earth berming. 외벽 바깥에 토양이 쌓이고 봉해져서, 집 바깥으로 경사를 이룬다. 지붕은 흙으로 완전히 뒤덮힐 수도, 그렇지 않을 수도 있고, 창문은 건물의 하나 이상의 측면에 있을 수 있다. 집이 지상에 있기 때문에, 지하 건축보다는 습기 문제가 덜하다.
- 중턱 주택: In-hill construction. 주택은 경사지나 산중턱에 지어진다. 제일 실용적인 적용 방식은 적도를 향하는 언덕의 측면(북반구에서는 남쪽, 남반구에서는 북쪽이다.) 이러한 유형의 복토주택은 언덕 바깥으로 하나의 벽만이 노출되고, 다른 벽들은 토양/언덕 안에 존재한다.
- 지하 주택: Underground/fully recessed construction. 땅이 파내어지고, 주택은 지표면 아래에 지어진다. 이것은 일반적으로 아트리움/뜰이 적절한 채광과 환기를 제공하기 위해 주택의 가운데에 지어지기 때문에 아트리움 양식이라고 부를 수도 있다.

## 이점
복토주택의 장점은 다양하다. 토양의 열용량을 활용할 수 있고, 자연적인 요소를 막아내며, 에너지를 절약하고, 일반적인 주택보다 사생활을 보호하기에 적합하며, 도시 환경에서 지대를 효율적으로 사용하고, 유지비용이 낮고, 수동형 태양열 난방 주택 설계에 적합하다.
토양은 열기를 흡수하고 유지한다. 시간이 지나면서 이 열기는 와 같은 주변의 영역으로 방출된다. 토양의 높은 밀도 덕에, 토양의 온도의 변화는 천천히 일어난다. 그래서 은 실외 기온이 크게 변동할지라도 상당히 일정한 실내기온을 유지할 수 있다. 미국의 대부분의 지역에서, 서리선 아래의 토양의 평균온도는 약 14도에 이른다. 서리선의 깊이는 지역에 따라, 지면 바로 아래에 있거나 13미터를 넘어가는 경우도 있어 다양하게 분포한다. 그래서 주택의 외벽이 토양 없이 직접적으로 공기와 마주하는 경우의 더 급격한 온도구배를 겪게 되는 대신, 깊은 흙둔덕 안에서는 외부 온도보다 아마 10에서 15도 정도 보온효과를 발휘한다. 여름에는 온도구배의 원리를 통해 주택 내부를 시원하게 유지한다.
공기 침투의 감소는 상당한 이점이 될 수 있다. 구조물의 삼면이 흙으로 감싸져있기 때문에, 외기에 노출되는 부분이 굉장히 적다. 이는 창문과 문의 틈새를 통해 온기가 빠져나가고 겨울 바람이 들어오는 문제를 완화할 수 있다. 하지만 공기의 질이 악화될 수 있기 때문에, 적절한 공기 순환이 중요하다.
구조물의 열용량의 증가의 결과로, 토양의 열적 지연thermal lag, 원하지 않는 공기의 침투로터의 방어와 수동형 태양열 난방 기술과의 콜라보, 추가적인 냉난방의 필요성은 최소화된다. 그래서 전통적인 방식으로 건설된 주택과 비교했을 때 에너지 소비가 극적으로 감소한다.
복토주택은 방음 등의 효과를 통해 이웃으로부터 사생활을 지키는 효과도 있다. 지면은 바깥 소음을 차단하는데 이는 도시 지역이나 고속도로 근처에서 큰 이점이 될 수 있다. 도시 지역에서 지하 생활의 또 다른 이점은 땅의 효율적인 사용이다. 많은 집들이 지상의 서식지를 망치지 않고 지면 아래에 존재할 수 있다. 각각의 집은 집과 잔디밭/정원의 역할을 동시에 해낼 수 있다.
일반적인 건물들과 비교하면, 흙집은 그 주위에 완벽하게 어울린다. 토양으로 덮인 지붕은 환경과 어우러지고, 자연적인 풍경을 보호하고, 토양의 산소-질소의 균형에 기여하는데, 일반적인 주택의 기반으로 덮였다면 질소 고정과 토양의 통기는 막혔을 것이다. 일반적인 지붕과는 달리, 흙집의 지붕은 환경에 쓸모 있는 표면의 공간을 보존한다. 경사가 적절하다면 흙집은 테라스 형태로 지어져 대지의 구역을 훨씬 적게 사용하는데, 구조물이 부동산의 경계에 정확히 맞춰서 건설될 수 있기 때문이다. 이러한 밀집된 건축방식을 채택하여 손상되는 녹지를 줄일 수 있다. 게다가 흙집 구조는 평평한 땅이 필요한 전통적인 주택과 달리 경사진 지역에 쉽게 건설할 수 있다.
복토주택의 거주공간과 표면 사이의 흙의 질량으로 인해, 복토주택은 충격, 폭발의 손상이나 핵폭탄 등으로 인한 방사능 낙진으로부터 거주자를 강력히 보호한다. 복토주택의 독특한 건축은 주택을 격렬한 폭풍으로부터 보호한다. 흙집은 강풍에 의해 찢겨지거나 끝부분이 날아갈 수 없다. 구조공학과, 근본적으로 모서리와 노출된 부분(지붕)의 부재가, 폭풍에 손상되기 쉬운 표면의 취약한 부분을 없앴다.
지붕을 흙으로 덮으면 다양한 식물을 심을 수 있다.
나무 등의 다른 건설 자재와 비교했을 때, 복토주택은 콘크리트와 흙지붕의 단열 효과로 인해 효율적인 방화성을 보여준다.

## 잠재적인 문제
복토주택이 적절하게 설계되지 않으면 수분 침투, 내부 응결, 소음 공해, 탁한 실내 공기의 문제가 발생할 수 있다.
건설 자재의 지속가능성의 문제도 존재한다. 복토주택은 보통 일반적인 건설 기법보다 더 튼튼하게 지어야 하며, 많은 건설 회사가 복토주택을 시공해본 적이 거의 없어서, 심지어 최선의 설계를 바탕으로 건설하더라도 물리적인 구조가 손상될 수 있다.
수분 침투 문제는 방수층이 침투당한 부분에서 발생한다. 지붕의 환기구와 배관은 비틀림의 가능성에 관련된 문제를 야기할 수 있다. 미리 주조된 콘크리트 판은 위에 토양이 깔리면 1cm 이상 휠 수 있다. 통풍구나 배관이 콘크리트 판이 휘는 동안 단단하게 제 자리에 고정되어 있으면, 결과는 보통 방수층의 파손이다. 이를 방지하기 위해, 통풍구를 건물의 다른 면에(지붕 옆에) 배치하거나, 별도의 관 세그먼트를 설치할 수 있다. 건물 안의 더 큰 세그먼트에 딱 들어맞는 지붕의 더 좁은 배관이 사용될 수도 있다. 수분 침투, 응결, 탁한 공기 등의 문제점은 적절한 방수와 통풍으로 극복될 수 있다.
건설에 사용되는 건설 자재는 생분해되지 않는 물질로 짓는 것이 좋다. 건설 자재가 방수성이 있어야 하기 때문에, 흔히 플라스틱으로 구성된다. 콘크리트도 많이 쓰인다. 비산재 등의 여러 지속 가능한 제품들이 콘크리트 안의 시멘트를 대체하기 위해 실험되고 있으며 강화 콘크리트의 대체품들 또한 그렇다. 부지의 굴착은 또한 시간이 오래 걸리고, 노동집약적이다. 전반적으로 복토 주택 건설은 일반적인 건설 기법에 대해 경쟁력이 있는데, 건물이 최소한의 마감만을 요구하며 유지보수의 필요성이 상당히 적기 때문이다.
응결과 탁한 실내 공기의 문제는 환기관이나 지열 열펌프라고 알려진 것을 사용해 해결할 수 있다. - 이 두 개념은 복토주택에 있어서는 서로 다르다. 지중관은 적절하게 변형하면 지하 건물에서 사용될 수 있다. 지중관을 고리 모양으로 만드는 대신에, 지하 건물에서 배기관을 높이 위치하여 굴뚝효과를 이용하여 신선한 공기를 끌어오기 위해 관의 한 쪽 끝을 경사지로 뚫어둔다.
흙집은 적절하게 환기되지 않으면 습도가 굉장히 높아져서 곰팡이가 끼거나 이슬이 맺힐 수 있다. 지하에 있는 많은 흙집은 라돈이나 다른 해로운 물질들의 축적을 허용할 수 있다.
큰 창문(북반구에서는 보통 남쪽을 향한다.)에도 불구하고, 많은 흙집이 창문 반대편의 영역은 어둡다. 모든 자연광은 주택의 한 면으로부터 내리죄어 "동굴 효과"를 일으킬 수 있다. 이러한 문제는 채광창의 주도면밀한 활용, 태양광 튜브, 또는 인공광원으로 완화할 수 있다.
흙집의 비전통적인 설계와 건설 때문에, 건물에 대한 지역적인 규정과 조례가 연구, 조사될 필요성이 있다.
많은 금융기관이 흙둔덕집에 노골적으로 자금을 지원하지 않거나, 이러한 유형의 건축물이 지역에 흔하다는 입증을 요구한다.

## 풍경과 부지 계획
복토주택을 위한 부지 계획은 전체적은 계획에서 필수적인 부분이다. 잠재적인 건물 부지의 주변 환경을 조사하는 것은 아주 중요하다. 부지를 조사할 때 고려해야 할 여러 요소가 있다. 지형, 국지적 기후, 초목, 지하수면과 토양의 종류는 하나같이 복토주택의 설계와 적용에 있어 역동적인 역할을 한다.

### 지형
상대적으로 평평한 지대에서는, 개방된 뜰이 있는 완전히 움푹 들어간 주택이 제일 적절한 형태다. 경사지에서는, 주택은 언덕에 곧바로 지어진다. 경사는 창문이 있는 벽의 위치를 결정하게 된다. 남쪽으로 노출된 벽은 햇빛을 받아들이기 유리하기 때문에 북반구에서 제일 실용적이다.(남반구에서는 북쪽 벽이 그렇다.) 양반구에서 동등한 이로움을 얻는 열대 지방에서 제일 실용적인 주택 설계는 끝부분에 두 개의 좀 더 짧은 벽이 노출되며 한 쪽은 동쪽, 다른 쪽은 서쪽을 향하는 것이다.

### 지역적 기후
복토주택 건설의 이점과 목적은 건설을 위해 선택된 지역과 부지에 따라 달라진다. 춥거나 온화한 기후에서는, 목적은 여름에 그늘과 환기를 제공하고, 겨우내 온기를 보존하고, 햇빛을 모으고, 침윤을 방지하고, 열용량을 이용하고, 겨울바람과 콜드포켓에 대비하는 것이다. 덥고 건조한 기후에서는, 목적은 습기를 극대화하고, 여름에 그늘을 제공하며 공기의 흐름을 극대화하고, 겨울에 온기를 보존하는 것을 포함한다. 덥고 습한 지역에서는 목표는 여름에 습기를 제거하고, 환기를 제공하며, 겨울에 온기를 보존하는 것을 포함한다.
온도가 하루마다, 계절마다 극단적인 지역에서는 흙의 열용량의 가치가 부각된다. 이러한 측면에서는, 복토주택은 냉난방의 중요성이 크고 기온차가 큰 지역에 제일 효과적이다. 미국 남동부와 같은 지역에서는, 복토주택은 높은 습도로 인한 응결 문제로 인해 건설과 유지에 좀 더 신경을 써야 할 수 있다. 밤낮의 기온이 큰 변동이 없다면 지면의 온도가 지중환기를 이용하기에는 너무 높을 수 있다. 적절한 겨울날의 햇빛과, 충분한 자연환기를 보장할 수단이 있어야 한다. 가급적 바람은 부지 선정에 중요한 요소인데, 주택의 환기만큼이나, 바람의 냉기와 열기의 손실 때문이다. 북반구에서는 남향 경사면이 대개 북쪽에서 불어오는 차가운 겨울 바람을 막아준다. 지하 복토주택 또한 이러한 거친 바람을 적절하게 막아준다. 하지만, 건물 안의 아트리움은 크기에 따라 작은 난기류를 유발할 수 있다. 여름에는 강한 바람을 이용하는 게 도움이 된다. 대부분의 복토주택은 창문 배열이 제한되고 공기 침투가 어렵기 때문에, 적절한 환기가 이루어지지 않는다면 내부의 공기가 침체될 수 있다. 바람을 활용하여, 자연적인 환기가 팬이나 다른 능동적인 체계를 사용하지 않고 이루어질 수 있다. 계절풍의 방향과 강도를 아는 것은 맞통풍을 활용하는 데 필수적이다. 환기구가이러한 효과를 얻어내기 위해 언덕형이나 아트리움형의 지붕에 일반적으로 설치된다.

### 초목
풍경을 덮는 식물은 또다른 중요한 요소이다. 식물을 심는 것은 장단점이 있다. 근처의 나무는 뿌리가 물을 제거하기 때문에 기후가 습한 경우에 이로울 수 있다. 하지만 뛰어난 건설업자는 지역에 어떤 종류의 나무가 자라는지, 그리고 이것들이 얼마나 크게, 빠르게 자라는 경향이 있는지 알아야 한다. 식물의 성장 속도는 지역의 일조량에 영향을 받는다. 초목은 겨울 바람에 노출된 주택을 위해 바람을 막아줄 수 있다. 작은 초목의 성장은, 특히 뿌리가 깊으면, 주택과 그 주변의 침식을 방지하는 것을 도울 수 있다.

### 토양과 배수
토양의 유형은 복토건축에 있어 제일 본질적인 요소 중 하나다. 토양은 적절한 지지력과 배수를 제공하고, 열 보존에 도움이 되어야 한다. 배수의 측면에서 복토주택에 제일 적합한 유형의 토양은 모래와 자갈의 혼합물이다. 높은 품질의 자갈은 평방피트 당 약 8,000 파운드에 달하는 큰 지지력을 가지며, 배수가 아주 잘 되고 서릿발이 잘 일어나지 않는다. 모래와 점토는 침식이 잘 일어날 수 있다. 점토 토양은 침식에 제일 덜 예민하지만 보통 배수가 적절히 되지 않고, 서릿발이 잘 일어난다. 점토 토양은 열팽창에 좀 더 취약하다. 토양에 물이 함유되어 있으며 함유량은 다년간 변동할 수 있다는 것을 알면 잠재적인 열기 문제를 방지하는 데 도움이 된다. 어떤 토양에서는 서릿발이 문제가 될 수도 있다. 고운 토양은 습기를 제일 많이 함유하며 서릿발에 제일 취약하다. 서릿발을 일으키는 모세관 현상을 방지하는 몇 가지 방법은 기반을 동결대 아래에 세우거나 얕은 기반 주변의 땅의 표면을 단열하고, 서리에 민감한 토양을 알이 굵은 재료로 대체하고, 기존의 토양에 더 거친 재료로 이루어진 배수층을 배치해 습기를 빨아올리는 모세관 현상을 방해하는 등등이 있다. 서릿발 또한 어떤 종류의 토양에서 문제가 될 수 있다. 입자가 고운 토양은 수분을 제일 많이 보유하며 서릿발에 제일 취약하다.
주택 근처에 연못이 있다면 물이 복토주택에 손상을 야기할 가능성이 있다. 지하수면이 높은 부지는 피해야 한다. 배수는 지표면과 표면 아래의 양 쪽에서 적절하게 이루어져야 하며 건물에 방수 처리는 필수적이다.
아트리움을 포함하는 설계는 홍수에 좀 더 취약하기 때문에, 건물이 주변의 땅에 비해 낮게 위치하는 일은 피해야 한다. 지붕의 경계 주위의 배수관은 넘치는 물을 모아서 제거할 수 있다. 둔덕에 건설한 주택의 지붕 정상의 경계를 따라 둔덕의 마루에 interceptor drain을 설치하는 것이 좋다. 둔덕 가운데에 interceptor drainage swale을 설치하는 것도 도움이 되며, 둔덕의 뒷부분은 옹벽을 이용해 테라스 형태를 만들 수 있다. 경사지에서는 흐르는 빗물은 문제를 일으킬 수 있다. 물이 잘 빠지는 저지나 배수로는 집 주변의 물을 우회시키기 위해 지어질 수 있고, 자갈로 채워진 도랑이 배수 토관과 함께 물을 빼기 위해 설치될 수 있다.
토양 안정성 또한 고려되어야 하며, 특히 경사진 지역을 평가할 때 그렇다. 이러한 경사지는 가만히 내버려둬도 자체적으로 안정적일 수 있지만, 안으로 깎아내려가면 구조적인 안정성을 크게 보장할 수 있다. 복토주택을 건축하기 전에 경사면을 지탱하기 위해 옹벽을 건설하고 굴착된 부분을 메꾸어야 할 수 있다.

## 건축 방식

### 현재의 방식
복토주택 건설에서 건물 부지의 토양을 광범위하게 굴착하는 일은 흔하다. 벽의 경계보다 1미터 이상 넓게 굴착하여 벽 외부에 방수, 단열 작업을 실시할 공간을 남겨둔다. 부지가 준비되고 전선이 설치되면, 강화 콘크리트를 부어 기반을 만든다. 벽은 이후에 설치된다. 보통 이것은 한꺼번에 부어져 형성되거나, 부지 내부 또는 외부에서 만들어져 있어야 할 장소로 옮겨진다. 강화 콘크리트는 제일 일반적으로 사용된다. 이러한 과정은 지붕 구조물에서도 반복된다. 벽, 층과 지붕이 전부 한 장소에 부어질 것이라면, 그것을 하나의 주형을 사용하여 한 번에 만드는 것이 가능하다. 이렇게 하면 콘크리트가 각기 다른 시간에 경화되는 연결부에 금이나 누수가 생길 가능성을 줄일 수 있다.
방수 체계는 콘크리트 밖에 적용된다. 제일 흔히 사용되는 방수 체계는 액체 아스팔트 층 위에 높은 수준의 방수막이 부착되고 이후에 액체 밀폐제가 뿌려지는 공정을 포함한다. 모든 층이 주의깊게 봉해지는 것이 중요하다. 건물이 완공된 다음 방수체계의 결함을 특정하고 수리하는 것은 굉장히 어렵다.
한 개 이상의 단열판이나 단열체의 층이 방수층 바깥에 더해진다. 사용할 단열체가 다공성이라면, 겉에 단열층이 더해진다. 모든 것이 완성되면, 흙이 벽 바깥의 남아있는 공간을, 때로는 녹색 지붕을 위해 지붕 위에까지 채워진다. 남아있는 노출된 벽과 내부는 소유자의 취향에 맞춰 완성된다.

### 재료

#### 구조
강화 콘크리트는 단단하고 즉시 이용 가능한 특성이 있어 에 구조 자재로 제일 흔하게 쓰인다. 에 사용된 목재는 가공하지 않은 한 5년 안에 완전히 썩는다. 강철도 사용될 수 있지만, 토양에 집접적으로 닿아 함유된 물이 철을 부식시키는 것을 막기 위해 콘크리트로 봉해질 필요가 있다. 벽돌과 콘크리트 벽돌(CMU, concrete masonry unit) 또한 건설에 사용될 수 있지만 건물에 아치와 궁륭이 적용되지 않는 한 수직적인 압력으로 인해 배치가 뒤틀리는 것을 방지하기 위해 강화되어야 한다.
안타깝게도, 철근 콘크리트는 환경적으로 제일 적합한 자재가 아니다. 콘크리트 산업은 소비자들의 요구에 응하여 더 환경친화적인 제품을 개발하기 위해 노력하고 있다. 그란크리트와 하이크리트같은 제품이 점점 보급되고 있다. 그것들은 환경 친화적이고 추가적인 방수 작업의 필요성을 줄이거나 제거한다고 말해진다. 하지만 이것들은 신제품이고 아직 복토주택 건설에 광범위하게 사용되지 않았다.
비전통적인 접근방식 또한 제안되고 있다. 그 중 하나는 마이크 욀러가 제안한 PSP이다. PSP 방식은 나무 기둥, 플라스틱 판, 더 많은 창문과 환기구를 허용하는 비전통적인 발상들을 이용한다. 이 방식은 전통적인 설계 특유의 흐르는 빗물 문제를 줄여주기도 한다. 이 방식은 나무 기둥, 침강력을 분배하기 위해 늑골과 비슷한 역할을 하는 뼈대, 중장비를 많이 사용하지 않는 독특한 건축 방식, 플라스틱 판, 그리고 플라스틱과 바닥재가 적용된 토양층을 사용한다.

#### 방수
복토주택 건설에 방수를 위해 몇 개의 층이 시공된다. 첫 번째 층은 건축자재의 모든 금이나 구멍을 봉하는 것을 의미하며, 방수막에 접착제로서 사용되기도 한다. 흔히 EPDM이라 불리는 두껍고 유연한 폴리에틸렌 막이 사용된다. EPDM은 수경정원, 연못, 수영장 건설에 주로 사용되는 물질이다. 이 물질은 뿌리가 방수층을 파고드는 것을 방지한다. EPDM은 다루기 굉장히 무겁고, 불개미와 같은 몇몇 흔한 곤충들이 갉을 수 있다. 이것은 석유화학공정을 통해 만들어져서, 완벽히 친환경적이라고 말할 수 없기도 하다.
방수를 위해 사용될 수 있는 다양한 시멘트 코팅이 있다. 시멘트가 보호되지 않는 표면에 직접 분사된 후 마르면 벽과 토양 사이에 두꺼운 세라믹 층이 있는 것과 비슷한 효과를 낸다. 이러한 방법의 문제점은, 벽이나 기반이 어떤 식으로든 움직이면 금이 가고 물이 그 사이로 쉽게 침투할 수 있다는 것이다.
Bituthene (등록된 이름) 은 단 하나의 과정을 통해 세 개의 층을 까는 과정과 굉장히 유사하다. 이것은 이미 하나로 적층되어있고 뒷부분은 자체적으로 접착한다. 이 방식의 단점은 수동적인 적층 공정과 동일하며, 이것이 태양에 민감하며 과정이 끝난 직후에 바로 덮어져야 한다는 점이 추가된다.
Eco-Flex는 기반에 굉장한 효과를 내는 환경친화적인 방수막이지만, 이것이 복토주택에 적용되었을 때 발휘하는 효과는 소수의 사람들만이 알고 있다. 이것은 방수성 액체 페인트 중 하나다. 주의할 점은 이것을 주의깊게 적용해야 하며, 모든 영역을 적절한 두께로 덮어야 하고 모든 금이나 틈을 메꿔야 한다는 것이다.
벤토나이트 점토는 환경적인 관점에서 제일 최적에 근접한 대체제이다. 이것은 자연적으로 만들어지며 스스로 치유된다. 이 방식의 단점은 점토가 굉장히 무거우며 소유자/건축업자가 설치하기 어렵고 흰개미가 잘 갉아먹는다는 것이다.
이중막은 호주에서 광범위하게 사용되어왔는데 두 개의 막이 같이 놓여진다. 일반적으로 수성 에폭시 이중막이 '밀봉막'으로서 사용되며, 뜨거운 태양에 노출될 때 막 아래에서 수분을 함유한 콘크리트의 내부에 증기 방울이 터져나와 증기압이 형성되는 것을 막는다. 콘크리트에 적용한 에폭시의 접착강도는 콘크리트 내부의 접착 강도보다 강하기 때문에 막이 벗겨져 콘크리트를 태양빛에 노출시킬 일은 없을 것이다. 에폭시는 쉽게 파손되기 때문에 막의 내구성, 부착성을 보장하기 위해 다양한 색깔의 여러 겹의 유연한 수성 아크릴 막을 그 위에 덮고, 모서리에 직조하지 않은 폴리프로필렌 직물을 사용해 강화한다.

#### 단열
일반적인 건물과 다르게, 복토주택은 벽 내부보다는 건물 외부에 단열층을 필요로 한다. 한 가지 이유는 이것이 동결 손상에 맞서 방수막으로서 기능한다는 것이고, 다른 이유는 복토주택이 기온을 좀 더 일정하게 유지할 수 있다는 것이다. 복토주택 건설에 사용되는 두 가지 종류의 단열이 있다. 하나는 밀봉된 압출 성형 폴리스티렌 막이다. 보통 방수층 바깥에 2~3인치 정도 접착시켜주면 충분하다. 단열재의 두 번째 유형은 스프레이품이다. 이것은 구조물의 형태가 일반적이지 않고, 둥글거나 접근하기 어려울 때 굉장히 효과적이다. 폼 단열은 물의 침투를 막기 위해 겉에 은박지와 같은 추가적인 방수막이 필요하다.
예산이 모자란 경우 벽에 단열시공이 되지 않는다. 이렇게 되면 동결층 아래의 토양 자체의 열전도율(U factor)과 열저장용량에 의존하게 된다. 하지만 이러한 설계는 예외적이며 추운 지역에서 서릿발로 인해 손상될 위험이 있다. 단열 설계가 없는 이론은 열기를 보존하는 데 있어 전형적인 수동형 태양열 난방 주택에 존재하는 두꺼운 암석이나 시멘트로 이루어진 내부 구조보다는 토양의 열용량에 의존한다. 이는 규칙의 예외이며 추운 기후는 서리선 너머의 토양으로 확장될 수 있어 고효율의 단열의 필요성을 강제한다.

## 에너지 보존을 위한 설계
복토주택은 흔히 에너지 보존과 물자 보관을 염두에 두고 설계되었다. 물자의 보관을 최대한 늘리기 위한 특정한 설계들이 존재한다. 둔덕 건축이나 경사지 건축의 경우, 일반적으로 모든 주거 공간을 적도를 마주하는 면에 배치하도록 계획되었다. 그리하여 침실, 거실, 부엌에 최대한의 햇빛의 온기를 받아들였다. 목욕탕, 창고, 세탁실 등의 햇빛과 외부적인 열기가 필요하지 않은 방은 주로 주택의 반대편이나 언덕 내부에 배치되었다. 이러한 배치의 유형은 두 개의 층이 완전히 지하에 있는 2층 주택의 설계로 전환될 수 있다. 이러한 계획은 방의 배열이 조밀하며 구조물이 땅 속에 더 깊숙이 자리하기 때문에 주택의 에너지 효율이 최고조에 달한다. 이것은 건물을 덮기 위해 단층 형태보다 많은 비율의 흙을 필요로 한다.
아트리움이 있는 복토주택의 경우, 주거 공간은 아트리움 주위에 집중되어 있다. 아트리움이 배치되면 단층, 복층의 둔덕식, 경사지식으로 설계된 복토주택보다 크기가 상당히 커진다. 그래서 이는 열기의 관점에서 보면 보통 효율성이 떨어진다. 이는 아트리움이 주로 따뜻한 지대에서 사용되는 이유 중 하나다. 하지만, 아트리움은 그 안에 공기를 가두는 경향이 있는데 공기는 햇빛으로 데워지고 열 손실을 줄이는 데 기여한다.

## 태양열 난방의 응용
복토건축은 흔히 태양열 난방 체계와 같이 사용된다. 패시브 솔라 설계 기법은 복토주택에 제일 흔히 사용된다. 북반구에서는, 남쪽을 드러내고 나머지 삼면을 흙으로 뒤덮는 구조가 패시브 솔라 체계에 제일 효율적인 적용이다. 큰 이중, 삼중 유리창이나 구슬벽(밤에 이중창의 사이를 진공 펌프나 송기 펌프를 통해 스티로폼 공으로 채우고 아침에 비우는 방식으로 작동하며 특허는 만료된 상태다. 이를 통해 창문의 열 저항성을 R3에서 R16~R32로 향상시키는데 열 저항성 향상의 정도는 스티로폼 공이 채워지는 공간의 두께에 좌우된다.)의 경우, 실내로 태양열을 받기 위해 햇빛이 드는 방향의 벽의 대부분의 공간을 창문으로 채우는 것이 중요하다. 밤에 열기 손실을 저지하기 위해 창문에 단열재를 씌우는 것도 도움이 된다. 또한, 여름에는 돌출부나 어떤 종류의 차광장치가 지나친 햇빛을 차단하는 데 효과적이다. 태양열 난방을 복토주택에 적용하는 것은 '수동적 연간 축열 설계 annualized geo solar design', '수동적 연간 축열 Passive annual heat storage, PAHS', 때로는 '우산주택 Umbrella house'으로 불린다. (USENET에 닉 파인이 게시한, 이러한 종류의 집에 대한 alt.homepower와 alt.solar.thermal 모음을 확인하자.) 우산주택에서는, 폴리스티렌 단열재는 지하의 벽을 23 피트 (7.0 m) 이상의 두께로 둘러싼다. 플라스틱 필름이 방수 역할을 하고, 토양은 맨 위에 덮인다. 주택은 우산 모앙처럼 아래로 경사진다. 이것은 넘치는 물을 아래로 흘려보내 토양을 따뜻하고 건조하게 유지한다.
수동 냉각 체계의 경우, 근처의 안정된 공기가 팬이나 대류 현상을 통해 매설된 냉각관으로 흘러들어가서 주택의 생활공간에 유입된다. 이는 거주자에게 신선한 공기도 제공하며 공기 순환은 ASHRAE에 의해 요구된다.

## 복토주택 건설: 역사와 예시

### 둔덕 건설

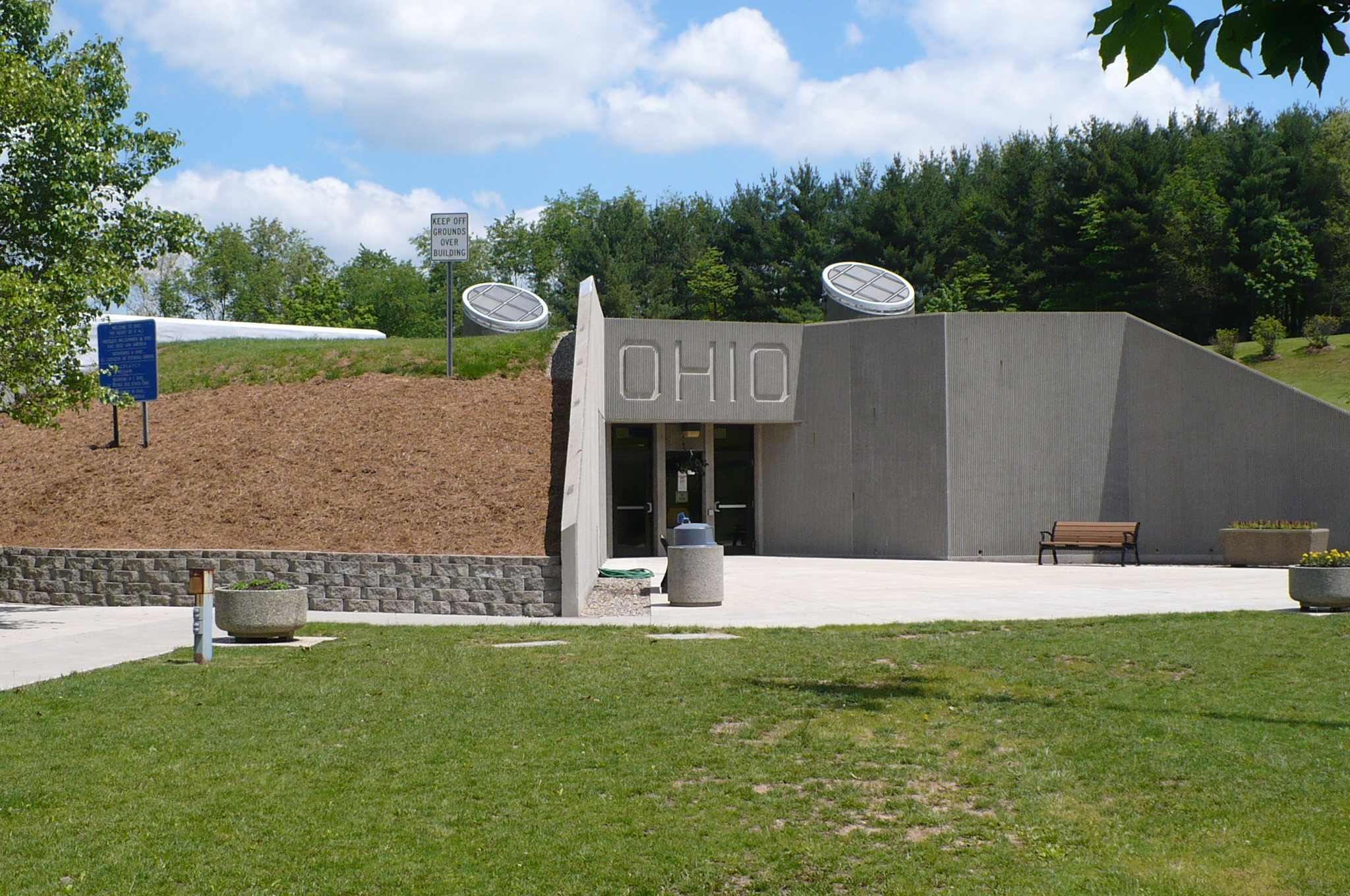
미국 오하이오 주간 고속도로 77 근방의 복토기법으로 건축된 휴게소

역사적으로, 둔덕 쌓기는 중목구조와 거친 석재를 결합하여 벽 바깥과 지붕 위에 뗏장과 토탄의 두터운 층들을 쌓아올린 일반적인 건축 관행이었다. 이는 내부를 자연적인 요소에서 효과적으로 보호했다. 토양 층은 상대적으로 짧은 기간 동안 함께 쌓아올려져서 결과적으로 문이 달린 언덕처럼 보이는 구조물이 만들어진다.
이러한 초기의 구조물에서, 중목구조는 구조적인 지지의 역할을 했고 내부에 편안함과 온기를 더했다. 거친 돌은 흔히 구조적인 지지를 위해 간단한 석회 반죽과 함께 외벽을 따라 쌓였고, 노출되는 외벽과 기반의 역할을 수행했다. 목재가 드문 지역에서는 복토주택을 건설하기 위해 돌이 많이 사용되었다. 나무와 돌은 분해되고 흩어져서 대지로 돌아갈 수 있었기 때문에 제일 지속가능한 방식이었다. 이는 왜 쌓인 돌들만 남아있는 그린란드의 흐발세이 교회와 같은 예시들이 드문지에 대한 이유가 된다. 5000년 전으로 거슬러 올라가는 제일 오래된 둔덕의 예시중 하나는, 스코틀랜드 북부의 오크니 섬의 스카라 브레에서 찾아볼 수 있다.
오늘날 둔덕형 복토주택은 과거와는 상당히 다르게 건설된다. 일반적인 건설은 구조적인 지지와 건물의 외곽으로서 기능하는 많은 양의 철근 콘크리트를 사용한다. 불도저나 밥캣 차량이 지붕 위와 건물 주변에 흙을 다지기 위해 사용된다. 둔덕 구조물의 현대적인 예시 한 가지는 영국 노팅엄셔의 다섯 개의 주택의 공동체인 호커튼 주택단지다.

### 중턱 건설
경사지의 복토주택의 역사적인 사례는 미국 남서부의 메사 베르데일 것이다. 이 건물들은 절벽 중간의 툭 튀어나온 부분과 동굴에 건설된다. 전면의 벽은 구조를 감싸기 위해서 근방의 암석과 토양을 사용해 건설되었다. 는 오늘날에도 유사하게 두세 개의 외벽과, 때로는 구조물의 지붕에 언덕이 자연적으로 형성되는 방식을 사용한다. 대안건축가들은 어스쉽으로 알려진 경사지 건축의 종류를 만들어냈다. 어스쉽을 건설할 때, 토양과 함께 다져진 타이어가 세 개의 외벽에 구조자재로 사용되며 일반적으로 태양열을 받아들이기 위해 전면에 창문을 갖추고 있다.
복토주택의 잘 알려진 사례는 미국 워싱턴 호수의 숲이 우거진 연안에 몇 년간 건설된 빌 게이츠의 집이다. 이 주택은 호수에서 바라봤을 때 실제보다 훨씬 작게 보이기 때문에, 눈에 띄지 않는 갑부의 대자택으로서 훌륭한 사례가 된다.

### 지하 건설
미국에서는 지하 건설이 지하 1층만 짓는 경우를 제외하면 상대적으로 흔하지 않지만, 땅이 너무나 단단해서 구조적인 지지가 거의, 전혀 필요하지 않고 곡갱이와 삽이 건설업자, 리모델링 업자의 도구인 오스트레일리아에서는 성공적인 사례들을 찾을 수 있다. 쿠버 페디와 라이트닝 리지를 참고하자. 캘리포니아 프레스노의 포레스티에 지하정원은 북아메리카의 예시다.
중국은 1970년대 초반에 베이징 지하의 도시인 저하청(底下, Dixia cheng)의 건설을 진행했다. 이는 주로 당시 인구의 40%를 수용할 수 있는 방공호군이었으며 소련의 공격을 대비하기 위해 건축되었다. 현재 일부분은 사업적인 용도로 사용되고 있다.

## 사진

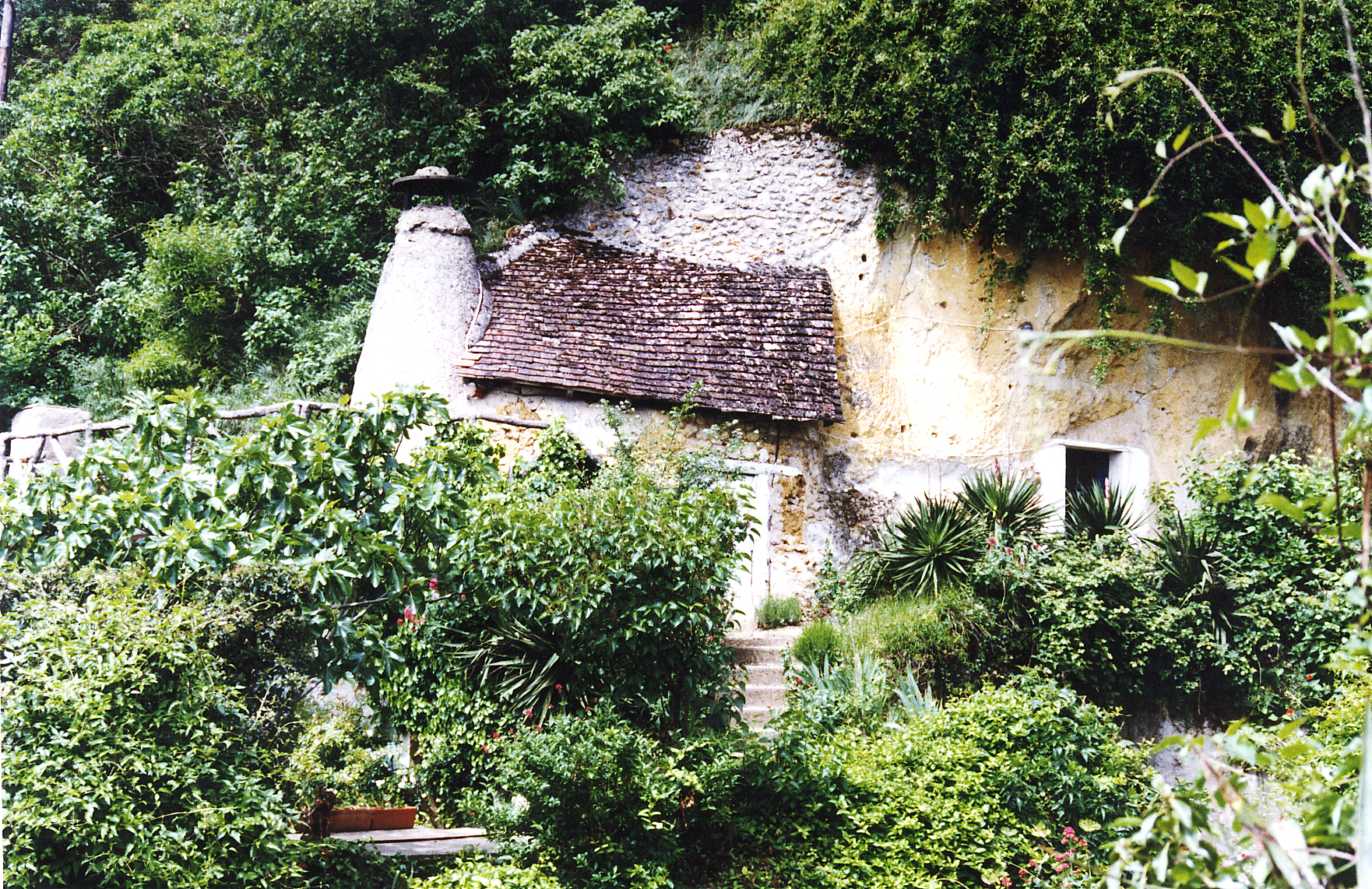
루아르에셰르 (프랑스)
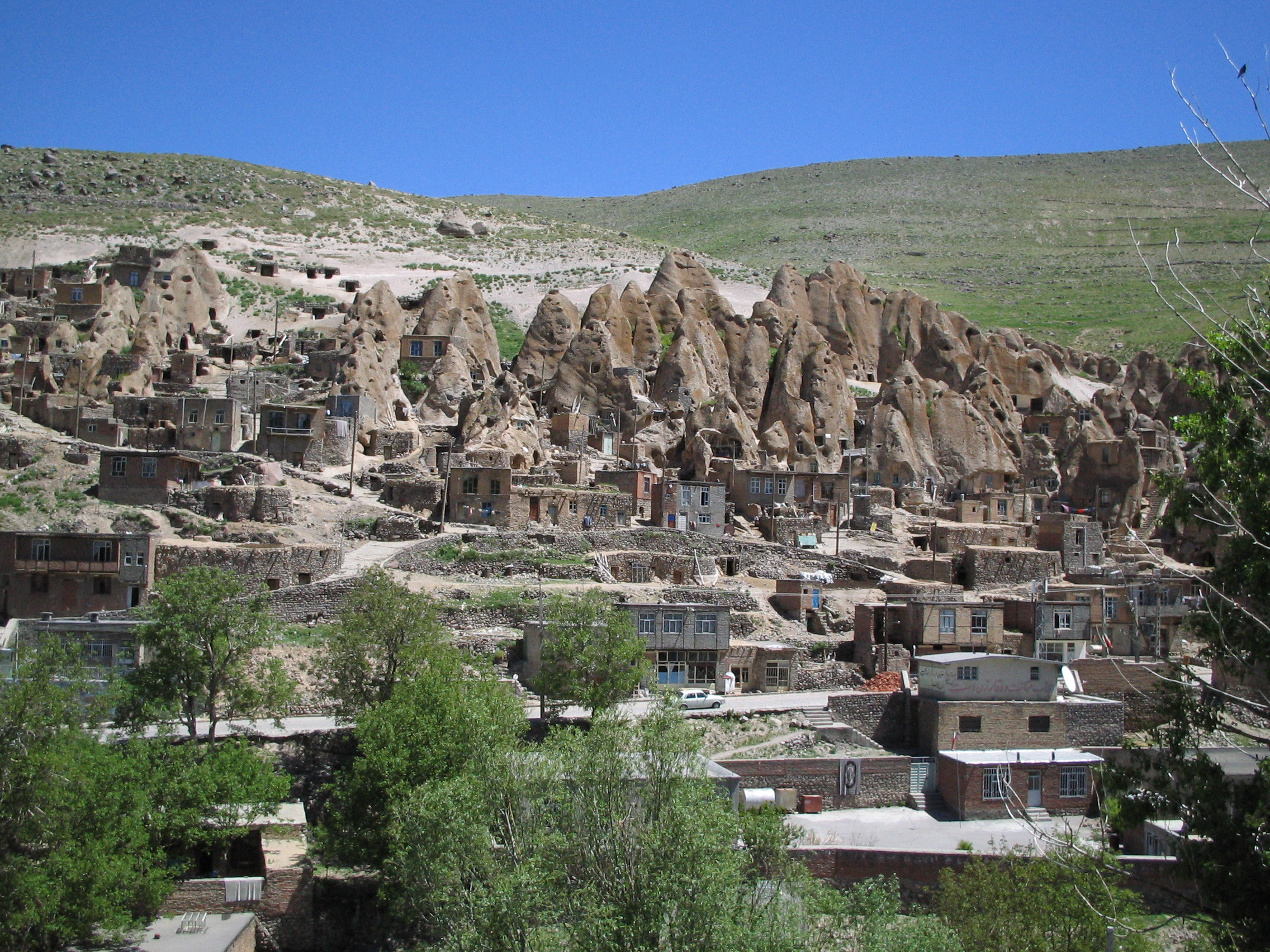
아제르바이잔 동부의 칸도반 (이란)
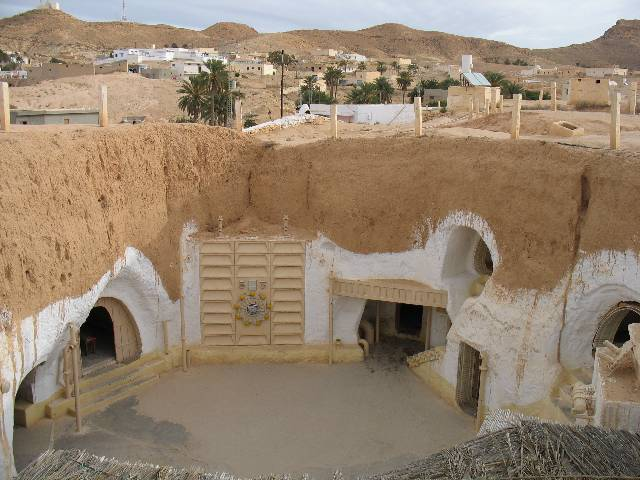
마트마타의 호텔 시디 드리스 (튀니지)
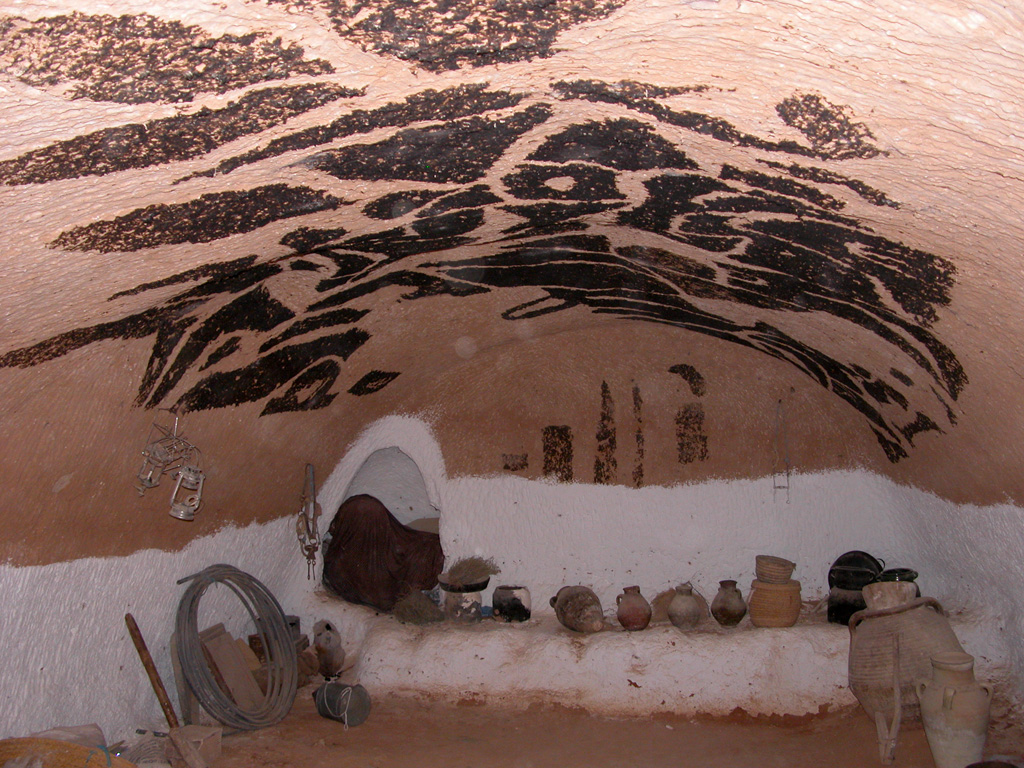
마트마타의 동굴의 내부 (튀니지)
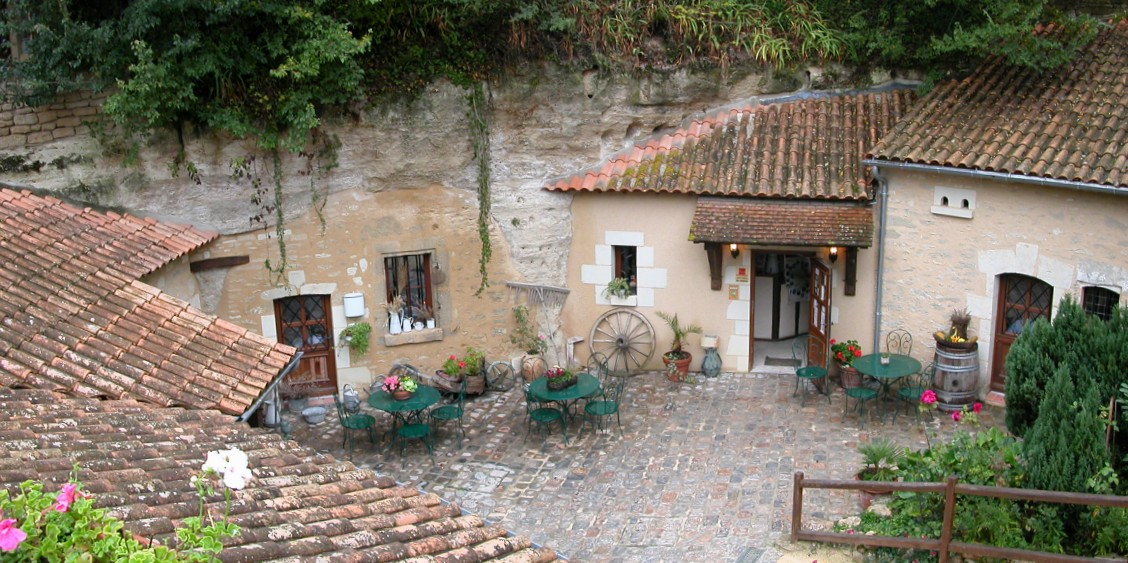
루헤스-로슈메니에의 굴집 (프랑스)
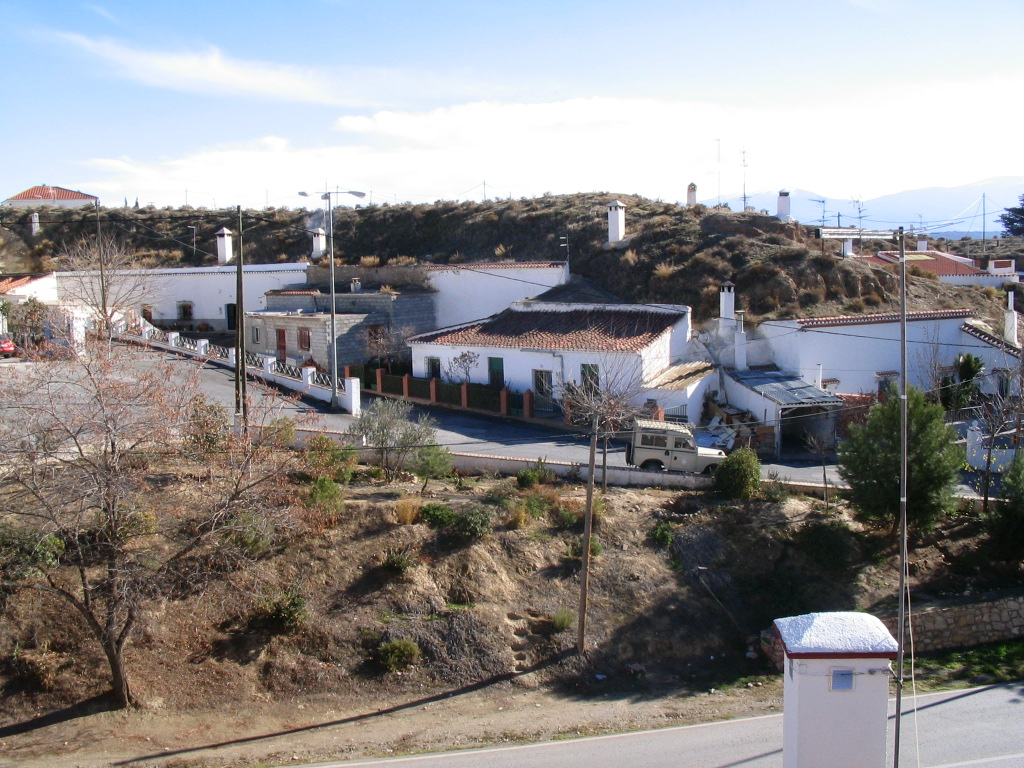
그라나다 (스페인)
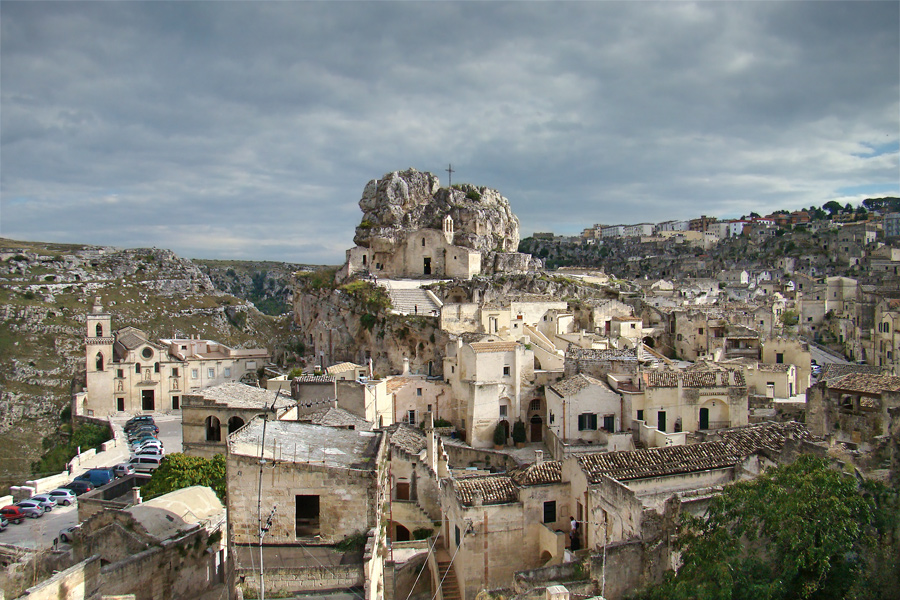
사시 디 마테라 (이탈리아)
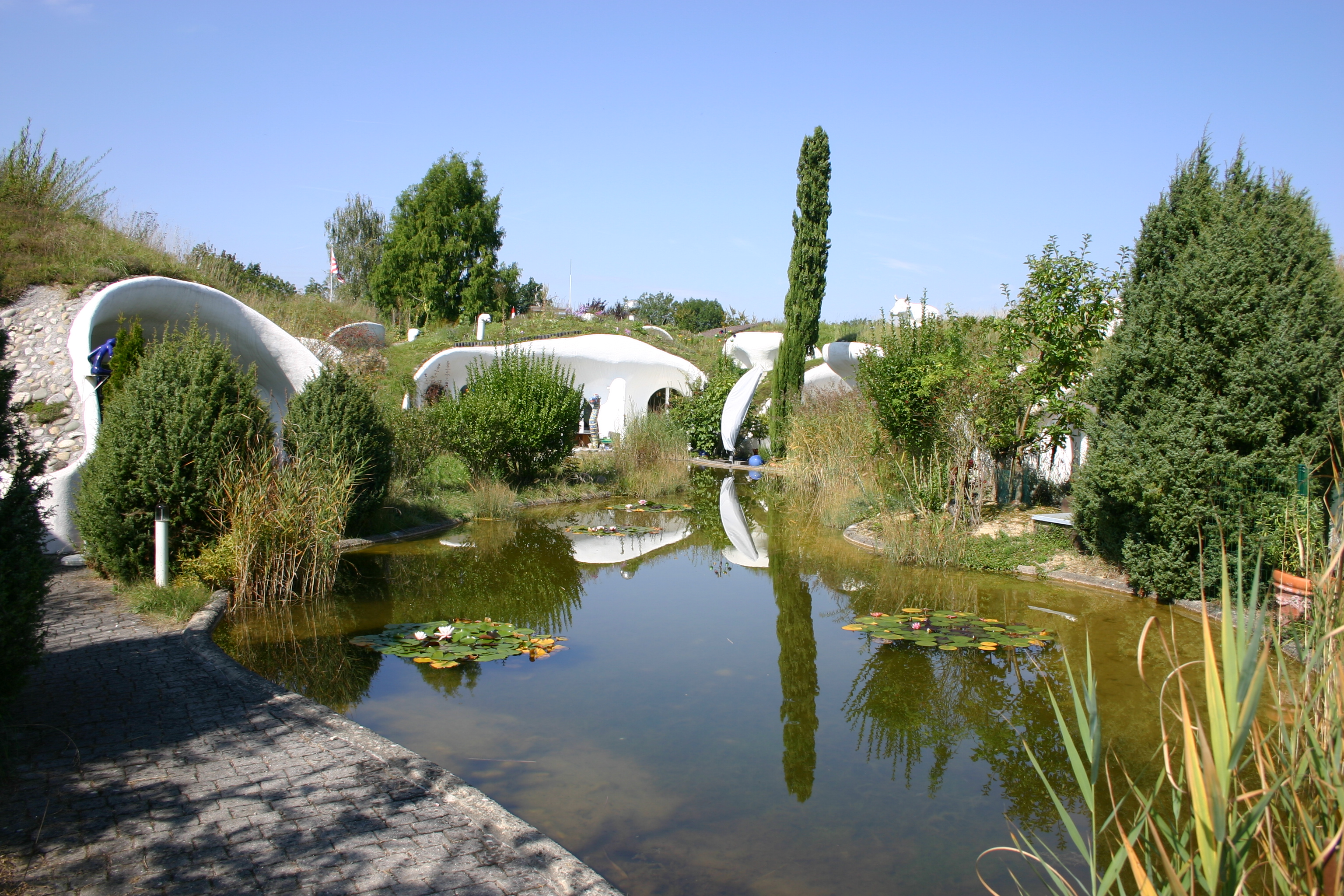
페터 페치가 건축한 디티콘의 라텐슈트라세 주택단지
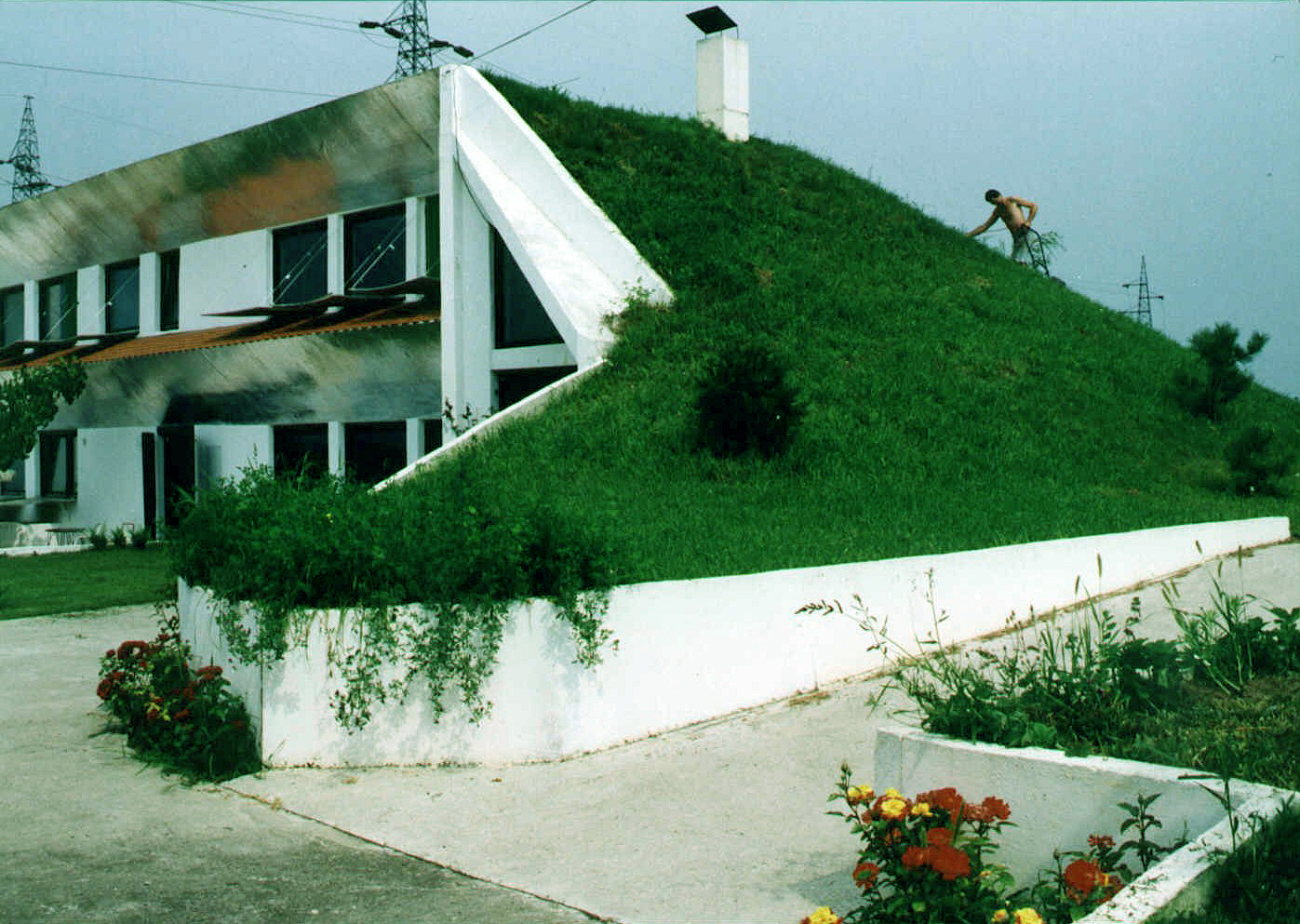
벨즈코 밀코비치가 설계한 세르비아 노비 사드의 표면이 반짝이는 흙집
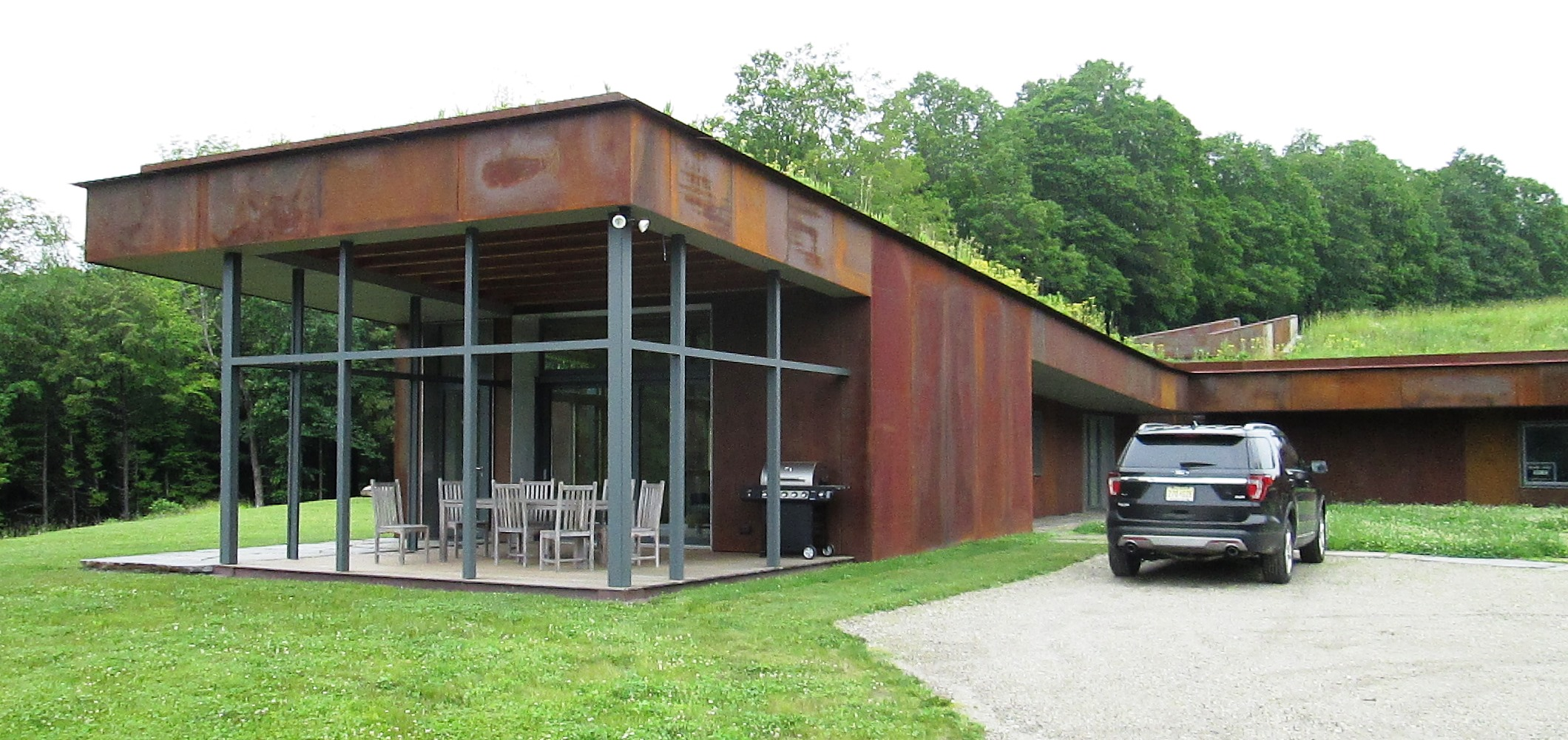
버몬트 길퍼드의 흙집

## 참고 문서
주제:
- 그린 빌딩
- 지하 주택
- 지하 생활

종류:
- 부르지burdei
- 어스 로지
- 어스쉽
- 그루벤하우스
- 키바
- 석굴
- 뗏장집
- 야오동
- 제믈랸카

적용:
- 반지하실
- 지열교환기
- 에너지 효율적인 조경
- 에너지 보존
- 옥상녹화
- 내풍건물
- 패시브 하우스
- 패시브 솔라
- 방사열 차폐

지지자:
- 빌 게이츠의 집, 아주 큰 복토주택
- 쿠버페디, 지하의 건물들로 유명한 호주의 오팔 광산촌
- 코산티—건축가 파올로 솔레리가 설계한 복토주택부지
- 얼 영—흔히 놈의 집, 버섯집, 호빗집이라고 불리는 주택을 설계함
- 말콤 웰즈, 복토주택의 지지자
- 데이비드 백스, 복토주택의 지지자, 작가이자 호주에 40개가 넘는 흙으로 덮인 건물을 설계한 건축가

## 메모
1. ↑  Harrall. J. 2007. Demonstrating the Viability and Growing Acceptability of Earth-Sheltered Buildings in the UK
2. ↑  “Earth-sheltered Homes”. 《Mother Earth News》. 2013년 3월 18일에 원본 문서에서 보존된 문서. 2018년 10월 10일에 확인함.
3. ↑  Wagner, E./ Schubert-Weller, C., (1994), Earth and Cave Architecture Peter Vetsch, Sulgen   1994, S. 124
4. ↑  Wagner, E./ Schubert-Weller, C., (1994), Earth and Cave Architecture Peter Vetsch, Sulgen   1994, S. 124

## 같이 보기
- 키바
- 수혈주거
- 요동 (집)
- 에너지 절약
- 옥상녹화
- 패시브 하우스